# Florence Foster Jenkins (Film)
Florence Foster Jenkins ist eine britisch-französische Filmbiografie aus dem Jahr 2016 über die gleichnamige Amateur-Sängerin. Unter der Regie von Stephen Frears und basierend auf einem Drehbuch von Nicholas Martin übernahm Meryl Streep die Hauptrolle der Florence Foster Jenkins. Weitere Hauptrollen übernahmen der Schauspieler Hugh Grant und der aus der Sitcom The Big Bang Theory bekannte Darsteller Simon Helberg.
Der Film feierte am 12. April 2016 seine Premiere und kam am 24. November 2016 in Deutschland ins Kino.

## Handlung
New York City im Jahre 1944: Florence Foster Jenkins ist Millionenerbin und wichtige Mäzenin der New Yorker Klassischen-Musik-Szene. Aus ihrer Begeisterung für Musik drängt sie aber darauf, auch selbst als Sängerin aufzutreten, wofür sie leider hoffnungslos unbegabt ist. Ihr Mann, St. Clair Bayfield, unterstützt sie dabei und fungiert als ihr Manager. Eigenartig ist, dass Jenkins und Bayfield nicht unter einem Dach wohnen: Jenkins hat sich bei ihrem ersten Ehemann mit Syphilis angesteckt, weshalb das Paar eine platonische Ehe führt. Bayfield lebt daher in einer anderen Wohnung mit seiner Geliebten Kathleen Weatherley zusammen.
Florence stellt den Pianisten Cosmé McMoon ein und engagiert einen Gesangslehrer von der Metropolitan Opera, um ihre Stimme auf Vordermann zu bringen. McMoon verschlägt es fast den Atem, als er zum ersten Mal Florence mit ihrer schrillen und blechernen Stimme, die praktisch nie den richtigen Ton trifft, singen hört. Er muss jedoch verwundert feststellen, dass ihr Gesangslehrer und Bayfield ihre Stimme in den höchsten Tönen loben – wenn auch immer mit diskret zweideutigen Formulierungen. Beide fordern ihn dringend auf, niemals Kritik an Florence’ Stimme zu üben.
Schließlich arrangiert Bayfield für Florence nach längerer Bühnenabstinenz wieder einen Auftritt. Während der Show müssen viele der Gäste ihr Lachen zurückhalten, und es wird klar, dass die meisten der Anwesenden sie für eine Lachnummer halten. Da jedoch viele der Gäste Mitglieder des von Florence gegründeten und großzügig dotierten Musikvereins Verdi Club sind, fallen die Rückmeldungen trotzdem überwiegend positiv aus. Florence nimmt daraufhin eine Schallplatte auf, die sie an die Mitglieder des Verdi Clubs verschenkt. Eine Platte schenkt sie auch McMoon und erzählt ihm, dass sie als Kind eine gute Klavierspielerin war und sogar für den US-Präsidenten gespielt habe. Wegen einer Nervenerkrankung habe sie das Klavierspielen jedoch aufgeben müssen. McMoon versteht, dass Florence doch nicht so unmusikalisch ist, wie er anfangs gedacht hatte.
Florence und McMoon verstehen sich immer besser und schreiben gemeinsam Lieder. Nachdem eine ihrer Aufnahmen im Radio zu hören war, wird Florence sehr populär. Jedoch ist sie bei den Hörern nicht aufgrund ihrer Opernstimme beliebt, sondern weil man ihre Arien außerordentlich komisch findet.
Florence ist glücklich über ihren Erfolg als Sängerin. Sie reserviert für einen Abend die Carnegie Hall, wo sie ein Konzert geben will und 1000 Eintrittskarten an Soldaten verschenkt. Bayfield, der seine Frau aufrichtig liebt und vor einer öffentlichen Blamage bewahren möchte, versucht, ihr die Sache auszureden, bleibt jedoch erfolglos. Vor dem Konzert wird er immer unruhiger und gerät sogar in ein Handgemenge mit einer Gruppe Männer, die in einer Bar eine Schallplatte von Florence anhören und sich darüber lustig machen. Weil Bayfield kaum noch Zeit für Kathleen hat und wie besessen agiert, um Florence vor einem Desaster zu retten, verlässt sie ihn. In einem Gespräch zwischen McMoon und Bayfield gesteht McMoon, dass er Angst um seine Karriere habe, sollte er zusammen mit Florence in der Carnegie Hall auftreten. Bayfield erklärt ihm, dass er einst seine Karriere als Schauspieler aufgab, um seine Frau zu unterstützen. Er bittet McMoon als Freund, das Gleiche zu tun, wozu dieser sich schließlich bereit erklärt.
Am Abend des Konzerts ist der Saal ausverkauft. Auch Persönlichkeiten wie Cole Porter oder Tallulah Bankhead sind unter den Besuchern. Florence beginnt zu singen, und die anwesenden Veteranen beginnen, laut zu lachen und zu johlen. Eine junge Frau, die selbst bei ihrem ersten Besuch eines Konzerts von Florence mit dem Kichern nicht aufhören konnte, bringt den Saal jedoch resolut zur Ruhe. Höhepunkt der Show ist Florences berühmte Interpretation der Arie der „Königin der Nacht“ aus Mozarts Zauberflöte. Nun applaudieren die Zuhörer und bejubeln Florence sogar. Nur der Kritiker der New York Post hat genug von der Show und kündigt Bayfield beim Verlassen des Konzertsaals an, in seiner Zeitung die „Wahrheit“ zu schreiben.
Bayfield und McMoon wollen mit allen Mitteln vermeiden, dass Florence den Verriss der New York Post zu Gesicht bekommt. Sie kaufen jede einzelne Ausgabe in der Umgebung auf und werfen die Blätter in den Müll. Nachdem eine Gruppe begeisterter junger Männer jedoch Florence auf die Zeitungskritik anspricht und ihr komisches Talent lobt, sucht Florence ein Exemplar der Zeitung und findet schließlich eines im Mülleimer. Sie liest den Bericht über ihren Auftritt, ist zutiefst getroffen und bricht zusammen.
Als Florence auf dem Sterbebett liegt, stellt sie sich vor, wie sie als Engel perfekt und wunderschön eine Opernarie singt. In ihren Träumen stehen sie, McMoon und Bayfield auf einer Bühne und verbeugen sich vor einem applaudierenden Publikum. Sie erklärt Bayfield, der an ihrem Bett sitzt, dass die Leute zwar sagen können, dass sie nicht singen konnte, jedoch nicht, dass sie nicht gesungen habe. Mit diesen Worten schläft sie friedlich ein.

## Produktion
Produziert wurde der Film von Qwerty Films, Pathé Pictures International und der BBC.
Der Film hatte ein Budget von ca. 19 Millionen USD. Gedreht wurde ausschließlich in Großbritannien, in London, Wirral und Liverpool von Mai bis Juli 2015. Seine Premiere feierte Florence Foster Jenkins in Belfast am 23. April 2016.

## Auszeichnungen
Der Film erhielt mehrere Nominierungen für den Critics’ Choice Movie Award, den Satellite Award, den British Academy Film Award, den Screen Actors Guild Award, den Golden Globe Award und für den Oscar. Simon Helberg wurde für den Santa Barbara International Film Festival-Award nominiert. Hugh Grant wurde als Bester Darsteller für den Europäischen Filmpreis nominiert.
Critics’ Choice Movie Awards 2016
- Auszeichnung als Beste Schauspielerin in einer Komödie (Meryl Streep)
- Nominierung als Bester Schauspieler in einer Komödie (Hugh Grant)
- Nominierung für das Beste Kostümdesign (Consolata Boyle)

Satellite Awards 2016
- Nominierung als Beste Hauptdarstellerin (Meryl Streep)
- Nominierung als Bester Nebendarsteller (Hugh Grant)

British Academy Film Awards 2017
- Nominierung als Beste Hauptdarstellerin (Meryl Streep)
- Nominierung als Bester Nebendarsteller (Hugh Grant)
- Nominierung für das Beste Kostümdesign (Consolata Boyle)
- Auszeichnung für das Beste Make-up und die Besten Frisuren (J. Roy Helland und Daniel Phillips)

Screen Actors Guild Awards 2017
- Nominierung als Beste Hauptdarstellerin (Meryl Streep)
- Nominierung als Bester Nebendarsteller (Hugh Grant)

Golden Globe Awards 2017
- Nominierung als Bester Film – Komödie/Musical
- Nominierung als Bester Hauptdarsteller – Komödie/Musical (Hugh Grant)
- Nominierung als Beste Hauptdarstellerin – Komödie/Musical (Meryl Streep)
- Nominierung als Bester Nebendarsteller (Simon Helberg)

Oscarverleihung 2017
- Nominierung als Beste Hauptdarstellerin (Meryl Streep)
- Nominierung für das Beste Kostümdesign (Consolata Boyle)

## Rezeption
Der Film erhielt von Kritikern positive Bewertungen. Auf Rotten Tomatoes ist er mit einer Bewertung von 86 %, basierend auf 175 Bewertungen und einer Durchschnittswertung von 7/10, aufgelistet. Metacritic bewertet den Film mit 71 von 100 Punkten, basierend auf 41 Kritiken. Die Kritiker lobten vor allem Meryl Streeps Darbietung als Florence Foster Jenkins.